# Hypsioma viridis
Hypsioma viridis là một loài bọ cánh cứng trong họ Cerambycidae.